# Urodzony by przegrać, żyje by wygrać
Urodzony by przegrać, żyje by wygrać – mixtape polskiego rapera Soboty. Wydawnictwo ukazało się 5 lutego 2009 roku nakładem wytwórni muzycznej StoPro Rap. Gościnnie w nagraniach wzięli udział m.in. Pih, DJ Twister, Kaczor oraz Łona.
Materiał był promowany teledyskami do utworów "Dzielnia" i "Szczecin dawaj na majka".

## Lista utworów
Opracowano na podstawie materiału źródłowego.
1. "Szczecin dawaj na majka" (gościnnie: PMM, Specnaz, Oreu, Spółdzielnia (Ogarnij Się!), Łona, Rymek, Beata Andrzejewska, Młody Sob, DJ Twister)
2. "Toksyczna miłość - jej wersja"
3. "Toksyczna miłość - jego wersja"
4. "Gdybym był panem świata" (gościnnie: Wini)
5. "Urodzony by przegrać, żyje by wygrać"
6. "Zgoda buduje" (gościnnie: 4P, Kaczor)
7. "Sprzeczności we mnie"
8. "Czarno na białym" (gościnnie: Pih)
9. "Nigdy więcej" (gościnnie: Głowa)
10. "Jebać mi się chce dwie"
11. "Dzielnia" (gościnnie: Rena)
12. "Na marginesie" (gościnnie: Aha)
13. "Z dedykacją"
14. "Konkretnie" (gościnnie: DSN, Bastek)
15. "Mamona" (gościnnie: Republika)
16. "Chcę chlać"
17. "Ja z moją rzeżuszką"
18. "Była ideałem"
19. "Szczecin w grze" (gościnnie: Sage)
20. "Ballada o miłości"
21. "Numer życia"